# Aculops lycopersici
Aculops lycopersici, auch bekannt als Tomatenrostmilbe, ist eine Milbenart aus der Familie der Gallmilben (Eriophyidae). Aculops lycopersici ist ein bedeutender Schädling an Tomaten.

## Geschichte
Die Milbenart wurde zum ersten Mal von A. M. Massee im Jahr 1937 in Australien beschrieben. In Europa wurde die Tomatenrostmilbe zuerst im Jahr 1941 in Spanien entdeckt. In der Folgezeit verbreitete sie sich über ganz Europa und wurde 1991 auch an Tomatenbeständen in Bayern erstmalig gefunden.

## Biologie
Aculops lycopersici gehört zu den freilebenden Gallmilben. Die Art ist ca. 0,2 mm groß, länglich und weißlich bis gelb. Im Gegensatz zu anderen Milbenarten besitzt die Tomatenmilbe nur zwei Beinpaare. Die Weibchen legen 20 bis 60 Eier. Die Entwicklung der Milben läuft vom Eistadium über zwei Nymphenstadien zum adulten Tier und dauert fünf bis sieben Tage. Die Überwinterung erfolgt in einer „Winterform“, die nicht auf Nahrung angewiesen ist. Nach Beendigung der Winterpause suchen die Milben Wirtspflanzen und legen dort Eier ab.

## Schadbild
Symptome eines Befalls an Tomaten sind braun verfärbte Triebe und Blattstängel, vergilbte und eingetrocknete Blätter sowie Verkorkungen und späteres Aufreißen der Schale junger Früchte. Neben Tomaten werden auch Kartoffeln, Petunien, Andenbeere, Tabak und Paprika befallen.